# Fiji nos Jogos Olímpicos de Verão de 2012
Fiji competiu nos Jogos Olímpicos de Verão de 2012, que aconteceram na cidade de Londres, no Reino Unido, de 27 de julho até 12 de agosto de 2012.

## Desempenho

### Atletismo
Os atletas do Fiji até agora alcançaram índices de classificação nos seguintes eventos (máximo de três atletas por índice A e um por índice B):
Eventos com um atleta classificado por índice B:
- Arremesso de dardo masculino

### Halterofilismo
Masculino
| Atleta       | Evento | Arranque (kg) | Arremesso (kg) | Total (kg) | Posição |
| ------------ | ------ | ------------- | -------------- | ---------- | ------- |
| Manueli Tulo | -56kg  | 105,0         | 128,0          | 233,0      | 13º     |

Feminino
| Atleta     | Evento | Arranque (kg) | Arremesso (kg) | Total (kg) | Posição |
| ---------- | ------ | ------------- | -------------- | ---------- | ------- |
| Maria Liku | -63kg  | 82,0          | 100,0          | 182,0      | 8º      |

### Natação
Masculino
| Atletas     | Evento      | Eliminatórias | Eliminatórias | Semifinal   | Semifinal   | Final       | Final       |
| Atletas     | Evento      | Tempo         | Posição       | Tempo       | Posição     | Tempo       | Posição     |
| ----------- | ----------- | ------------- | ------------- | ----------- | ----------- | ----------- | ----------- |
| Paul Elaisa | 100 m livre | 54s87         | 47º           | Não avançou | Não avançou | Não avançou | Não avançou |

Feminino
| Atletas           | Evento      | Eliminatórias | Eliminatórias | Semifinal   | Semifinal   | Final       | Final       |
| Atletas           | Evento      | Tempo         | Posição       | Tempo       | Posição     | Tempo       | Posição     |
| ----------------- | ----------- | ------------- | ------------- | ----------- | ----------- | ----------- | ----------- |
| Matelita Buadromo | 100 m peito | 1min16s33     | 43º           | Não avançou | Não avançou | Não avançou | Não avançou |

### Tiro
Masculino
| Atleta      | Evento         | Qualificação | Qualificação | Final       | Final       | Posição |
| Atleta      | Evento         | Placar       | Posição      | Placar      | Total       | Posição |
| ----------- | -------------- | ------------ | ------------ | ----------- | ----------- | ------- |
| Glenn Kable | Fossa olímpica | 117          | 23º          | Não avançou | Não avançou | 23º     |

### Tiro com arco
| Atleta    | Prova                | Rodada de classificação | Rodada de classificação | Ronda dos 64                           | Ronda dos 32           | Ronda dos 16           | Quartos-finais         | Semifinais             | Final                  | Final       |
| Atleta    | Prova                | Placar                  | Pos.                    | Adversário e resultado                 | Adversário e resultado | Adversário e resultado | Adversário e resultado | Adversário e resultado | Adversário e resultado | Pos.        |
| --------- | -------------------- | ----------------------- | ----------------------- | -------------------------------------- | ---------------------- | ---------------------- | ---------------------- | ---------------------- | ---------------------- | ----------- |
| Rob Elder | Individual masculino | 615                     | 63º                     | KOR B-M. Kim D 0-2, 0-2, 2-0, 2-0, 0-2 | Não avançou            | Não avançou            | Não avançou            | Não avançou            | Não avançou            | Não avançou |